# Protomallocera hilairei
Protomallocera hilairei är en skalbaggsart som först beskrevs av Pierre Émile Gounelle 1909.  Protomallocera hilairei ingår i släktet Protomallocera och familjen långhorningar.
Artens utbredningsområde är:
- Paraguay.
- Surinam.

Inga underarter finns listade i Catalogue of Life.